# Vsemirți, Pazardjik
Vsemirți (în bulgară Всемирци) este un sat în comuna Velingrad, regiunea Pazardjik,  Bulgaria. 

## Demografie
Componența etnică a satului Vsemirți
     Bulgari (20,25%)
     Nicio identificare (79,74%)
     Altele (0%)
La recensământul din 2011, populația satului Vsemirți era de 311 locuitori. Nu există o etnie majoritară, locuitorii fiind  și bulgari (20,25%). Pentru 79,74% din locuitori nu este cunoscută apartenența etnică.